# 理光GR
理光GR相机，是理光于发布的大传感器便携数码相机，是众多理光GR系列相机的一个分支。其与2000年前后的理光GR胶卷相机、2010年前后的GR Digital不同。第一代理光GR发布于2013年4月17日，理光GR II（或称理光GR2）发布于2015年，理光GR III（或称理光GR3）发布于2019年（“I”，“II”，“III”是罗马数字的1、2、3）。

## 理光GR - 第一代
理光GR发布于2013年4月17日。与以前的产品线（GR Digital系列产品）不同，理光GR使用了APS-C图像传感器（GR Digital则使用了1/2.3英寸CMOS），同时保留了相对紧凑的尺寸，加上可伸缩镜头的设计让关机后的GR可能是同类相机中最薄的。 除了便携性，评论者称赞GR的镜头素质和人体工程学设计。
理光GR的一个不寻常的功能是其内置的ND滤镜。 其最大快门速度取决于光圈设置（即，只有在小于f/5.6的光圈下才可使用1 / 4000s快门速度）。
自理光GR系列诞生以来，人们常让其与尼康Coolpix A系列相机与富士X70，以及其他大传感器、固定镜头且等效全幅焦距为28毫米的便携相机比较。

## 理光GR II - 第二代
对比理光GR，DPReview的评论很直白，他们认为理光GR II是一款“只更新了少数特性……相机没有亮眼的升级……内核与上一代完全一致”的鸡肋相机（a fairly minor update ... the camera isn't a dramatic update ... the core of the camera remains the same）。

### 新功能特征
- 802.11 / Wi-Fi –远程控制相机并且提供将图像从相机传输到移动设备或计算机的选项；
- NFC（近场通信）；
- 以f / 2.8拍摄时的最大快门速度增加了1/3 EV至1/2500秒；
- 可以以4 fps的最大拍摄速率拍摄10个RAW文件（从4个RAW文件开始算）；
- 在间隔模式下拍摄时可以保存单个原始文件或复合原始文件；
- 视频录制期间自动对焦；
- 使用基于浏览器的GR Remote移动应用程序，可以通过Wi-Fi触发影片录制；
- JPEG模式下的七个附加色彩效果；
- 额外的“色温扩展”白平衡模式；
- 内置闪光灯可用于进行远程控制Pentax AF360和AF540闪光灯（从属灯模式）；
- 如果通过按住回放按钮打开了相机，则点按（半按）快门以进入拍摄模式，上一代GR需要全按快门[5] 。

## 理光GR III - 第三代
理光在2018年9月25日（即当年Photokina之前）宣布GR III正在“开发中”。 相机于2019年3月正式发售。
相比GR2只有微不足道的小更新，GR3则是更长的开发周期的结果，并且更重大的变化不少。理光表示，此代升级了包括传感器和镜头在内的几个关键组件。 机身尺寸将略有减小，同时移除内置闪光灯。 2020年7月30日理光发布了新的相机固件。

### 新功能特征
- 传感器分辨率从1600万像素增加到2400万[8]；
- 重新设计了镜头（6片4组）[9]；
- 三轴传感器位移式图像稳定器[10]；
- ISO范围扩展到从100至102400（比GR II的最大值25,600高2档）[11]；
- 更紧凑的设计（注：移除了内置闪光灯）[12]；
- 模拟抗混叠滤波器[1]（在Pentax K-3上第一次应用）；
- “利用超声波振动”的除尘系统（命名为“DR II”）[8]；
- 自动对焦升级为混合系统，结合了相位检测与反差检测[13]；
- 电容式触摸屏[14]；
- 最小对焦距离从10cm改进到6cm[15]；
- 视频记录帧率在1080p（全高清）下提高到60 fps[8]；
- USB接口升级到USB Type-C并且可以给电池充电[16]。

### 争议
理光GR3刚发售时，有大量买到首发相机的用户发现GR3存在对焦异常的问题。
2020年9月30日，理光映像仪器商贸（上海）有限公司宣布李现正式成为理光映像首位全球代言人。消息发布后中国大陆二手市场的全系GR相机应声涨价，引来摄影爱好者的对GR系列相机特别是GR III的指责。

## 型号之间的差异
| 型号         | GR                                   | GR II                                | GR III                              |
| ------------ | ------------------------------------ | ------------------------------------ | ----------------------------------- |
| 传感器       | 1600万像素, CMOS, APS-C              | 1600万像素, CMOS, APS-C              | 2400万像素, CMOS, APS-C             |
| 镜头特征     | 18.3mm f/2.8 (等效 28mm)             | 18.3mm f/2.8 (等效 28mm)             | 18.3mm f/2.8 (等效 28mm)            |
| 快门速度     | 300 ~ 1/4000 秒 (最大光圈时仅1/2000) | 300 ~ 1/4000 秒 (最大光圈时仅1/2500) | 30 ~ 1/4000 秒 (光圈最大时仅1/2500) |
| 自动对焦类型 | 反差检测                             | 反差检测                             | 相位检测+反差检测                   |
| 内置闪光灯   | 是                                   | 是                                   | 否                                  |
| 图像稳定     | 否                                   | 否                                   | 是，3轴                             |
| 防尘系统     | 否                                   | 否                                   | 是                                  |
| Wi-Fi 连接   | 否                                   | 是                                   | 是                                  |
| 尺寸         | 117 x 61 x 35 mm                     | 117 x 63 x 35 mm                     | 109 x 62 x 33 mm                    |
| 重量         | 245 g                                | 251 g                                | 257 g                               |
| 发布时间     | 2013年4月                            | 2015年6月                            | 2018年9月                           |

## 配件
- GW-3 21mm-等效广角附加镜[21]
- GM-1 微距（近摄）转换镜[21]